# Jean de Botton
Pour les articles homonymes, voir de Botton.
Jean Isy de Botton, né à Salonique le 20 juin 1898 et mort à New York le 13 juin 1978, est un peintre, sculpteur et graveur français. 

## Biographie
Ses parents étaient originaires de Royan. Il fait les beaux-arts de Paris, est élève d'Antoine Bourdelle (sculpture) et de Bernard Naudin (peinture), et expose dès 1920 au Salon des indépendants. En 1927, il y propose les toiles Le Banjoïste et Paysage corse puis en 1929, Nus à la rade et Nu au phono ainsi qu'un paysage et une composition. 
Pour vivre, il travaille en tant que dessinateur de meubles et d'affiches et devient membre en 1921 du Salon d'automne où il obtient en 1927 un succès critique. Il expose aussi avec succès de 1929 à 1933 au Salon des Tuileries.
En 1933, il effectue un véritable autodafé de ses œuvres en immolant trois-cent cinquante de ses tableaux dans le but, selon lui, de renouveler sa peinture. 
Il est l'unique peintre invité en 1937 au couronnement du roi George VI et présente une exposition à Londres. Elizabeth Bowes-Lyon, Winston Churchill, Jules Romains, Paul Valéry, Ernest Hemingway ou encore, parmi d'autres, Charlie Chaplin, lui achètent des toiles. 
En 1937, il peint la décoration à la fresque du Palais de la Marine mais lorsque la Seconde Guerre mondiale est déclarée, il s'exile au Maroc puis à New York. Il expose alors à New York (1936, 1937, 1942, 1945, 1957), Seattle (1938), Philadelphie (1938, 1969), San Diego (1938), Boston (1939, 1968), Hollywood (1941), Los Angeles (1945), San Francisco (1951), Chicago (1953), Phoenix (1960), Atlanta (1961), Fort Worth (1962), Palm Beach (1962) et Dallas (1967). Il réalise aussi, entre autres, les décors de l'Opéra de San Francisco. 
Il expose de nouveau à Paris en 1956 à la Galerie Wildenstein et dans de nombreuses villes d'Europe. Chef d'atelier de l'Académie de Montmartre (1969), membre du jury du Salon d'automne, vice-président du Salon moderne et président du Salon France nouvelle, perdant la vue, il cesse de peintre en 1973. 
Considéré par certains critiques comme « l'un des plus grands peintres de notre temps », ses œuvres sont conservées dans de nombreuses collections publiques dont : le Musée Albertina de Vienne, l'High Museum of Art, le Metropolitan Museum, le Musée de l'Histoire de France du château de Versailles, le Musée du Luxembourg, le Musée national d'art moderne de Paris, etc.